# منتخب البرتغال للشباب لكرة القدم
منتخب البرتغال للشباب لكرة القدم هي فرق كرة القدم الوطنية تحت 23 سنة وتحت 21 سنة وتحت 20 سنة وتحت 19 سنة وتحت 18 سنة وتحت 17 سنة وتحت 16 سنة وتحت 15 سنة في البرتغال ويتم التحكم فيها من قبل الاتحاد البرتغالي لكرة القدم. تشارك فرق الشباب في البرتغال في البطولات التي يقرها كل من الفيفا واليويفا وتشارك أيضًا في البطولات العالمية والإقليمية والمحلية.

## الإنجازات
- منتخب البرتغال تحت 20 سنة
  - كأس العالم تحت 20 سنة: 1989،[1] 1991[2]
- منتخب البرتغال تحت 19 سنة
  - بطولة أمم أوروبا تحت 19 سنة: 2018[3][4]
- منتخب البرتغال تحت 18 سنة
  - بطولة أمم أوروبا تحت 19 سنة: 1961،[5] 1994،[6] 1999[7]
- منتخب البرتغال تحت 17 سنة
  - بطولة أمم أوروبا تحت 17 سنة: 2003،[8] 2016[9][10]
- منتخب البرتغال تحت 16 سنة
  - بطولة أمم أوروبا تحت 16 سنة: 1989،[11][12] 1995،[13][14] 1996،[15][16] 2000[17][18]
- منتخب البرتغال تحت 15 سنة
  - الكأس الذهبية تحت 15 سنة: 2019[19][20]
  - كأس الامم: 2019[21]

## وصلات خارجية
- الموقع الرسمي لمنتخب البرتغال تحت 21 سنة
- الموقع الرسمي لمنتخب البرتغال تحت 20 سنة
- الموقع الرسمي لمنتخب البرتغال تحت 19 سنة
- الموقع الرسمي لمنتخب البرتغال تحت 18 سنة
- الموقع الرسمي لمنتخب البرتغال تحت 17 سنة
- الموقع الرسمي لمنتخب البرتغال تحت 16 سنة
- الموقع الرسمي لمنتخب البرتغال تحت 15 سنة